# カーク・マッカーティ
カークランド・モーガン・マッカーティ（Kirkland Morgan McCarty、1995年10月12日 - ）は、アメリカ合衆国・ミシシッピ州ハッティズバーグ出身のプロ野球選手（投手）。左投左打。

## 経歴

### ガーディアンズ時代（第1期）
南ミシシッピ大学に在学中の2017年、同年のMLBドラフト7巡目（全体222位）で当時のクリーブランド・インディアンスから指名され、6月24日にインディアンスと契約し入団。傘下A-級マホーニングバレー・スクラッパーズでキャリアを開始した。
その後、2019年までの3年間は最高で傘下A+級リンチバーグ・ヒルキャッツ止まりだったが、新型コロナウイルス感染症の世界的流行の影響でマイナーリーグの全試合が中止された2020年シーズンを挟み、翌2021年シーズンにAAを飛び越えて傘下AAA級コロンバス・クリッパーズに昇格。同年はコロンバスで24試合に先発登板して9勝6敗、防御率5.01の成績を残した。
2022年シーズンは開幕をAAAで迎えたが、COVID-19に感染し故障者リスト入りした選手の代替で4月20日にメジャー初昇格。4日後の4月24日の対ニューヨーク・ヤンキース戦（ヤンキー・スタジアム）でメジャー初登板を果たし、3回4失点の成績だった。
翌日にマイナー降格となった後、約2週間後の5月8日に再昇格したが、この時は登板機会なく5月14日に再度マイナー降格となった。この後、6月と7月に一度ずつダブルヘッダー開催時のロースター特例で昇格し計2試合に先発登板したが、いずれも敗戦投手となった。

### オリオールズ～ガーディアンズ時代（第2期）
同年7月6日、ウェイバーでボルチモア・オリオールズに移籍。移籍後は傘下AAA級ノーフォーク・タイズで1試合に登板したが、7月14日に再度ウェイバーでガーディアンズへ復帰した。
9月2日にザック・プリーサックとアーロン・シバーレが故障者リスト入りしたことに伴いメジャーに再昇格し、その後は主にロングリリーフとして起用された。同年は最終的にメジャーでは13試合に登板し4勝3敗、防御率4.54の成績を残した。同年のポストシーズンではタンパベイ・レイズと対戦したワイルドカードシリーズではロースター入りを果たしたが、ニューヨーク・ヤンキースと対戦したディビジョンシリーズではロースターから外れた。
シーズン終了後の11月15日にはルール5ドラフトに伴うロースター再編で再度40人枠入りを果たしたが、2日後の11月17日にガーディアンズから放出された。

### SSG時代
2022年11月27日、韓国・KBOリーグのSSGランダースと契約したことが発表された。2023年シーズン終了後、保留選手名簿から外れ自由契約となった。

### 中信兄弟時代
2024年1月17日、台湾プロ野球の中信兄弟と契約した。
2025年も中信兄弟と契約していたが、アメリカでのプレーを希望し4月2日に自ら退団を申し出たため契約を解除された。

## 詳細情報

### 年度別投手成績
| 年 度    | 球 団    | 登 板 | 先 発 | 完 投 | 完 封 | 無 四 球 | 勝 利 | 敗 戦 | セ 丨 ブ | ホ 丨 ル ド | 勝 率 | 打 者 | 投 球 回 | 被 安 打 | 被 本 塁 打 | 与 四 球 | 敬 遠 | 与 死 球 | 奪 三 振 | 暴 投 | ボ 丨 ク | 失 点 | 自 責 点 | 防 御 率 | W H I P |
| -------- | -------- | ----- | ----- | ----- | ----- | -------- | ----- | ----- | -------- | ----------- | ----- | ----- | -------- | -------- | ----------- | -------- | ----- | -------- | -------- | ----- | -------- | ----- | -------- | -------- | ------- |
| 2022     | CLE      | 13    | 2     | 0     | 0     | 0        | 4     | 3     | 0        | 0           | .571  | 159   | 37.2     | 37       | 11          | 13       | 1     | 1        | 26       | 0     | 0        | 23    | 19       | 4.54     | 1.33    |
| MLB：1年 | MLB：1年 | 13    | 2     | 0     | 0     | 0        | 4     | 3     | 0        | 0           | .571  | 159   | 37.2     | 37       | 11          | 13       | 1     | 1        | 26       | 0     | 0        | 23    | 19       | 4.54     | 1.33    |

### 背番号
- 59（2022年）
- 33（2023年）
- 18（2024年 - 2025年）